# Fehér Anna (rockballada)
A Fehér Anna (alcíme: Drámai rockballada két részletben) egy 1988-ban bemutatott magyar rockballada, melynek zeneszerzője Szörényi Levente, szövegét Bródy János írta. A művet egy a Mezőségben ismert ballada ihlette. Az alkotás ősbemutatója Kerényi Imre rendezésében volt látható a Szegedi Szabadtéri Játékok keretén belül 1988. augusztus 25-én.

## Közreműködők

### Szereplők

#### Az 1988-as ősbemutató szereposztása
Fehér Anna: Götz Anna
Fehér László: Bubik István
Vak regős:  Bubik István
Fehér Márton: Ferenczy Csongor
Irma asszony: Szemes Mari/Császár Angela (szerepkettőzés)
Horváth Máté, bíró: Csurka László
Horváth Gergő, a fia: Rubold Ödön
Bertalan, hadnagy: Kertész Péter

### Alkotók
- Rendező: Kerényi Imre
- Zeneszerző: Szörényi Levente
- Koreográfus:  Novák Ferenc
- Zenei rendező:  Kerényi Imre  –  Szörényi Szabolcs
- Díszlettervező:  Götz Béla
- Jelmeztervező:  Vágó Nelly
- Szöveg:  Bródy János
- Közreműködő: Fonográf együttes (felvételről)